# Zuzana Paulová
Zuzana Paulová (nacida Zuzana Hájková, Praga, 28 de junio de 1993) es una deportista checa que compite en curling. Está casada con el jugador de curling Tomáš Paul.
Ganó una medalla de bronce en el Campeonato Mundial de Curling Mixto Doble de 2013. Participó en los Juegos Olímpicos de Pekín 2022, ocupando el sexto lugar en la prueba de mixto doble.

## Palmarés internacional
| Campeonato Mundial Mixto Doble | Campeonato Mundial Mixto Doble | Campeonato Mundial Mixto Doble | Campeonato Mundial Mixto Doble |
| Año                            | Lugar                          | Medalla                        | Prueba                         |
| ------------------------------ | ------------------------------ | ------------------------------ | ------------------------------ |
| 2013                           | Fredericton (Canadá)           | Medalla de bronce              | Mixto doble                    |